# Шембрек, Мария
Летисия Мария Шембрек (пол. Laetitia Maria Szembek) — польская монахиня Конгрегации Сестер Непорочного Зачатия Пресвятой Девы Марии, представительница герба «Шембрек», жертва резни поляков на Волине и Восточной Галиции.

## Биография
Родилась 4 июня 1909 года. Её мать Зофья Понинская с герба Лодзи (1883—1930), отец Богдан Мечислав Шембрек герба Шембрек. Она училась в сестер-урсулинок в Познани позже в гимназии в Острув-Велькопольском, а в 1929—1930 в Экономической семинарии Сестер Непорочного Зачатия в Язловце.
В 1931 году вступила в Конгрегацию Сестер Непорочного Зачатия.
8 декабря 1939 года приняла монашество. Во время Второй Мировой войны проживала в Варшаве помогала евреям.
Осенью 1943 года она уехала в Язловец. 23 августа 1944 года была убита вместе с сестрой Зофьей Устианович в Русиловском лесу.
Отпевание 6 ноября 1944 года в усыпальнице Непорочного Зачатия в Язловце.